# 1997 في بوليفيا
فيما يلي قوائم الأحداث التي وقعت خلال عام 1997 في بوليفيا.

## سياسة

### تعيين في المنصب
- 6 أغسطس – خورخي كيروغا نائب رئيس بوليفيا [الإنجليزية]‏.
- 6 أغسطس – هوغو بانزر قائمة رؤساء بوليفيا.

### انتهاء فترة المنصب
- 6 أغسطس – غونزالو سانشيز دي لوسادا قائمة رؤساء بوليفيا.

## رياضة
- 1 يناير – كوبا أمريكا 1997

## وفيات

### أكتوبر
- 18 أكتوبر – راميرو كاستيو (مواليد 1966) لاعب كرة قدم بوليفي.